# عربویه
عربویه، روستایی از توابع بخش مرکزی شهرستان نی‌ریز در استان فارس ایران است.

## جمعیت
این روستا در دهستان هرگان قرار دارد و بر اساس سرشماری مرکز آمار ایران در سال ۱۳۸۵، جمعیت آن ۹۹ نفر (۲۴ خانوار) بوده‌است.